# Возвращение живых мертвецов 4: Некрополис
«Возвращение живых мертвецов 4: Некрополис» (англ. Return of the Living Dead: Necropolis) — художественный фильм 2005 года производства США, фильм ужасов, снятый режиссёром Эллори Элкейм.
Главные роли в этом фильме исполнили Эйми-Линн Чедвик, Кори Хэрдрикт, Джон Киф, Питер Койоти и Яна Крамер. Премьера фильма состоялась 14 мая 2005 года во Франции на Каннском кинофестивале.

## Сюжет
Группа подростков спасается от угрозы нападения одной злобной компании. Эта компания позволила выйти из земли большому количеству Живых Мертвецов, которые жаждут крови живых людей.

## В ролях
| Актёр                 | Роль                   |
| --------------------- | ---------------------- |
|                       |                        |
| Эльвин Дандель        | Зик Борден             |
| Тома Данила           | Карлос                 |
| Александру Джоана     | Джейк "Пайро" Гаррисон |
| Диана Мунтяну         | Мими Ромеро            |
| Эйми-Линн Чедвик      | Бекки Карлтон          |
| Кори Хэрдрикт         | Коди                   |
| Яна Крамер            | Кэти Уильямс           |
| Питер Койоти          | дядя Чарльз            |
| Джон Киф              | Джулиан Гаррисон       |
| Константин Барбулеску | Джои                   |
| Борис Петрофф         | Красти                 |